# Edenbridge Racing
Edenbridge Racing – brytyjski zespół wyścigowy. Ekipa startowała w latach 1996-1998 w Mistrzostwach Międzynarodowej Formuły 3000. Poza tym startował także w Brytyjskiej Formule 3, Włoskiej Formule 3000, Niemieckiej Formule 3 oraz Grand Prix Makau. Od 2003 roku zespół angażuje się w produkcję samochodów używanych w British Touring Car Championship, a w międzyczasie także w European Touring Car Cup. Siedziba zespołu znajduje się w Edenbridge w hrabstwie Kent.
W 1996 roku w zespole najlepiej spisał się Duńczyk Tom Kristensen, który dwukrotnie stawał na podium. Dorobek osiemnastu punktów dał mu siódme miejsce w klasyfikacji generalnej. W tym samym roku Pedro Couceiro był trzynasty. W klasyfikacji zespołów ekipa była szósta. Rok później Brazylijczyk Max Wilson trzykrotnie stawał na podium. Uzbierane 21 punktów dało mu piątą pozycję w końcowej klasyfikacji kierowców. W tym samym roku Werner Lupberger był osiemnasty. Zespół uplasował się na czwartym miejscu w klasyfikacji kierowców. W 1998 roku z tymi samymi kierowcami w składzie ekipa znalazła się na ósmym miejscu w klasyfikacji zespołów.